# Al XVII-lea amendament la Constituția Statelor Unite ale Americii
Al XVII-lea amendament la Constituția Statelor Unite stabilește alegerea directă a senatorilor Statelor Unite în fiecare stat. Amendamentul înlocuiește clauzele 1 și 2 ale Articolul I, §3 din Constituție în baza cărora senatorii erau aleși de către organele legislative ale statelor⁠(d). De asemenea, modifică procedura de ocupare a posturilor vacante în Senat, legislativele statelor având libertatea de a le permite propriilor guvernatori să facă numiri temporare până la organizarea unor alegeri speciale⁠(d).
Amendamentul a fost propus în cadrul celui de-al 62-lea Congres⁠(d) în 1912 și a devenit parte din Constituție la 8 aprilie 1913, după ratificarea de către trei sferturi din legislativele statelor. Senatorii în exercițiu nu au fost afectați de acest amendament. Tranziția a început cu două alegeri speciale în Georgia⁠(d) și Maryland⁠(d), iar apoi cu alegerile pentru Senat din noiembrie 1914⁠(d).

## Textul
| “ | Senatul Statelor Unite va fi compus din doi Senatori din fiecare stat, aleși direct de propriul popor, pentru un mandat de șase ani; și fiecare Senator va avea un singur vot. Alegătorii din fiecare stat vor trebui să posede aptitudinile necesare pentru a alege cea mai numeroasă Cameră a legislativului Statului. Atunci când un loc de reprezentant al oricărui stat în Senat devine vacant, autoritatea executivă a statului respectiv va emite ordonanțe de alegere pentru a fi ocupate aceste funcții, cu condiția ca legislativul oricărui stat să împuternicească executivul de acolo să facă numiri temporare până când poporul, prin intermediul alegerilor și în conformitate cu indicațiile legislativului, va stabili cine ocupă aceste funcții vacante. Acest amendament nu va fi interpretat ca afectând alegerea sau termenul oricărui Senator ales înainte ca acesta să devină parte a Constituției. | ” |